# Santa Rita (Santa Cruz)
Santa Rita (auch Colonia Menonita Santa Rita) ist eine Agrarsiedlung im Departamento Santa Cruz im Tiefland des südamerikanischen Andenstaates Bolivien. 

## Lage im Nahraum
Santa Rita ist der größte Ort des Kanton Paurito im Municipio Santa Cruz in der Provinz Andrés Ibáñez. Die Ortschaft liegt auf einer Höhe von 346 m fünfzehn Kilometer westlich des Río Grande, einem der längsten Flüsse im bolivianischen Tiefland.

## Geographie
Santa Rita liegt im bolivianischen Tiefland östlich der Anden-Gebirgskette der Cordillera Central.
Die mittlere Durchschnittstemperatur der Region liegt bei 24 °C, der Jahresniederschlag beträgt etwa 1000 mm (siehe Klimadiagramm Santa Cruz). Die Region weist ein tropisches Klima mit ausgeglichenem Temperaturverlauf auf, die Monatsdurchschnittstemperaturen schwanken nur unwesentlich zwischen 20 °C im Juli und 26 °C im Dezember. Die Monatsniederschläge liegen zwischen unter 50 mm in den Monaten Juli und August und über 150 mm im Januar.

## Verkehrsnetz
Santa Rita liegt in einer Entfernung von 43 Kilometern südwestlich von Santa Cruz, der Hauptstadt des Departamentos.
Von Santa Cruz aus führt die asphaltierte Nationalstraße Ruta 4/Ruta 9 in östlicher Richtung 18 Kilometer bis Cotoca und von dort aus weiter über den Río Grande zur Stadt Pailón.
In Cotoca zweigt eine Landstraße in südlicher Richtung von der Nationalstraße 4/9 ab und erreicht nach sechzehn Kilometern Paurito und nach weiteren neun Kilometern Santa Rita.

## Bevölkerung
Die Einwohnerzahl des Ortes hat sich im vergangenen Jahrzehnt nur unwesentlich verändert:
| Jahr | Einwohner         | Quelle       |
| ---- | ----------------- | ------------ |
| 1992 | keine Detaildaten | Volkszählung |
| 2001 | 1 900             | Volkszählung |
| 2012 | 1 945             | Volkszählung |
| 2024 |                   | Volkszählung |

Die Ortschaft ist eine Siedlung der Mennoniten im agrarisch geprägten östlichen Umland der Metropole Santa Cruz.